# Blue Kentucky Girl
Blue Kentucky Girl — альбом американской певицы Эммилу Харрис, выпущенный в апреле 1979 года на лейбле Warner Bros. Records. Этой работой она хотела доказать критикам, что является настоящей кантри-артисткой, несмотря на сторонние влияния в её музыке. Пластинка стала наиболее традиционной кантри-записью Харрис на тот момент, оказалась коммерчески успешной и получила премию «Грэмми» в категории «Лучшее женское вокальное кантри-исполнение». Релиз достиг строчки № 3 в Top Country Albums и № 43 в Billboard Top LPs & Tape. Сингл «Beneath Still Waters» возглавил Hot Country Songs, «Save the Last Dance for Me» вошёл в Топ-5, а «Blue Kentucky Girl» — в Топ-10. Несмотря на более акустическое звучание, материал вновь был разнообразным, включая кантри-стандарты, поп-классику и работы современных авторов.

## Альбом
Blue Kentucky Girl продолжил череду удачных пластинок Харрис 1970-х годов. Хотя все они изначально вдохновлялись кантри в той или иной мере, в данной работе это проявилось наиболее сильно. В то время ряд критиков связывали успех певицы с тем, что она играет не чистый кантри, а разбавляет его поп-влияниями вроде песен The Beatles. Вдобавок некоторые пуристы расценили её предыдущий альбом Quarter Moon in a Ten Cent Town (1978) как сознательно нацеленный на успех в чартах. Между тем Харрис считала себя настоящей кантри-артисткой и решила ответить на вызов прессы. Кроме того, певицу не устроило сведение прошлого релиза и следующий она хотела сделать более музыкальным. Таким образом, на Blue Kentucky Girl она двинулась в сторону блюграсса и традиционного кантри. Пластинка все ещё не могла называться образцово традиционной, но подборка песен являлась таковой в значительной мере. По задумке Харрис, проект не должен был иметь ни малейших шансов стать успешным кантри/поп-кроссовером, хотя её лейбл после выхода пластинок Elite Hotel (1975) и Luxury Liner (1976) видел в певице именно такой потенциал.
Тем не менее в целом Blue Kentucky Girl сохранил типичный для Харрис подход, сочетая кантри-стандарты с работами современных авторов и поп-классикой. Источником материала для записи была специальная тетрадь со списком песен и аннотациями, которую она как интерпретатор вела на постоянной основе. Подборка композиций на пластинке включала «Everytime You Leave» The Louvin Brothers, «Beneath Still Waters» Далласа Фрейзера, и «Sorrow in the Wind» Джен Ричи. Дополняли картину «They’ll Never Take His Love from Me» Леона Пэйна, известная в исполнении Хэнка Уильямса, и ставшая одной из наиболее заметных на альбоме «Even Cowgirls Get the Blues» авторства Родни Кроуэлла. Последняя была написана о самой Харрис и её подруге Сюзанне Кларк, получив название в честь одноимённой книги Тома Роббинса. Подпевали на этом треке Долли Партон и Линда Ронстадт, с которыми песня записывалась изначально для отложенного в итоге проекта Trio. Кроме того, артистке удалось приспособить под более традиционное и акустическое звучание винтажную поп-композицию «Save the Last Dance for Me», драйвовую «Sister’s Coming Home» Вилли Нельсона и одну из наиболее сентиментальных песен Грэма Парсонса — «Hickory Wind». Несмотря на совершенно разных авторов, материал на альбоме объединяли природные метафоры, темы страсти и расставаний.
Как и прошлые её работы, Blue Kentucky Girl записывался в мобильной студии-трейлере Enactron Truck, соединённой со старым арендованным особняком в Беверли-Хиллз, который стал теперь домом Харрис и её мужа и продюсера Брайана Ахерна. В аккомпанирующей группе певицы под названием The Hot Band на этот раз сочетались блюграсс-традиции скрипача и мандолиниста Рики Скэггса, гитарная работа Альберта Ли и Джеймса Бёртона, а также фортепиано Глена Хардина. Игру последнего здесь дополнял новый пианист — Тони Браун. Ритм-секцию группы составляли басист Эмори Горди и ударник Джон Уэйр. Сама Харрис как музыкант на этот раз была вовлечена в проект сильнее обычного, сыграв на акустической гитаре во всех песнях с альбома, за исключением двух. Помимо прочего, на этой работе особенно выделялись вокальные гармонии. Кроме Долли Партон и Линды Ронстадт, вместе с Харрис здесь спели Дон Эверли в композиции «Everytime You Leave»; Рики Скэггс и Фэйсу Старлинг в «They’ll Never Take His Love from Me»; сёстры Шерил и Шэрон Уайт из семейного трио The Whites в «Sorrow in the Wind» и другие исполнители. После записи альбома The Whites отправились в тур с Харрис и её ансамблем — в итоге Шэрон Уайт и Рики Скэггс поженились, а сама певица ещё больше вдохновилась блюграссом, что проявилось на её следующих работах. В 2004 году Blue Kentucky Girl был перевыпущен на CD с двумя неизданными ранее бонус-треками: «Cheatin’ Is» и «I Know an Ending When It Comes», первый из которых также является вокальной коллаборацией — дуэтом с Гленом Кэмпбеллом.

## Релиз
Композиция «Beneath Still Waters» стала для Харрис четвёртым по счёту синглом № 1 в Hot Country Songs. Песня «Save the Last Dance for Me» достигла строчки № 4, а «Blue Kentucky Girl» — № 6. Сам альбом поднялся до позиции № 3 в Top Country Albums и № 43 в Billboard Top LPs & Tape. Первое время он продавался неважно, а Warner Bros Records не могли решить как его позиционировать на рынке. Сначала релиз продвигали как традиционный, направив в магазины рекламу в виде большой картонной инсталляции, воспроизводившей обложку пластинки, где Харрис стоит посреди сцены с гитарой на фоне картины из жизни старинного игорного притона. Однако впоследствии лейбл передумал и отозвал эти материалы. Ситуация изменилась в лучшую сторону, когда альбом получил премию «Грэмми» за «Лучшее женское вокальное кантри-исполнение». В конечном счёте он был сертифицирован как золотой. Однако критики сочли, что пластинка мало отличается от прошлых работ Харрис. Певица и её продюсер ответили на это ещё более традиционным проектом, выпустив блюграсс-альбом Roses in the Snow (1980).

## Реакция критики
Список лучших треков альбома:
«Все неизменно высокого качества»
Американская музыкальная пресса тепло приняла появление диска. Так еженедельник Record World предположил, что смесь жанров, представленная на Blue Kentucky Girl, будет востребована на двух рынках (поп-музыки и кантри) одновременно. Дуэтное исполнение «Sister’s Coming Home» с Таней Такер было признано выдающимся. Редакция Cashbox отметила приверженность Харрис стилю кантри, назвала одной из самых чувственных его вокалисток и сочла, что новый лонгплей только укрепит её репутацию. Billboard в своей рецензии от 28 апреля 1979 года обратил внимание, что благодаря поддержке такого количества талантливых музыкантов, Харрис получила сильную пластинку с серьёзным уклоном в кантри. «Долли Партон, Линда Ронстадт, Таня Такер, Альберт Ли и Дон Эверли были среди тех, кто одолжил свои таланты, чтобы создать этот впечатляющий релиз, — пишет обозреватель Billboard, — Но фокус внимания остаётся там, где он и должен быть, на кристально чистом голосе Харрис и проникновенной интерпретации превосходно подобранных песен».

## Список композиций
| №                   | Название                                                               | Автор(ы)                    | Длительность |
| ------------------- | ---------------------------------------------------------------------- | --------------------------- | ------------ |
| 1.                  | «Sister’s Coming Home» (с Таней Такер)                                 | Вилли Нельсон               | 2:52         |
| 2.                  | «Beneath Still Waters»                                                 | Даллас Фрейзер              | 3:41         |
| 3.                  | «Rough and Rocky»                                                      | Чарли Джастис, Сёдзи Табучи | 3:50         |
| 4.                  | «Hickory Wind»                                                         | Грэм Парсонс, Боб Бьюкенен  | 4:01         |
| 5.                  | «Save the Last Dance for Me»                                           | Док Помус, Морт Шуман       | 3:30         |
| 6.                  | «Sorrow in the Wind» (с Шэрон и Шерил Уайт)                            | Джен Ричи                   | 3:28         |
| 7.                  | «They’ll Never Take His Love from Me»                                  | Леон Пэйн                   | 2:34         |
| 8.                  | «Everytime You Leave» (с Доном Эверли)                                 | Чарли и Айра Лувин          | 2:58         |
| 9.                  | «Blue Kentucky Girl»                                                   | Джонни Маллинз              | 3:17         |
| 10.                 | «Even Cowgirls Get the Blues» (гармонии Линды Ронстадт и Долли Партон) | Родни Кроуэлл               | 3:56         |
| Общая длительность: | Общая длительность:                                                    | Общая длительность:         | 34:36        |

| №                   | Название                            | Автор(ы)            | Длительность |
| ------------------- | ----------------------------------- | ------------------- | ------------ |
| 11.                 | «Cheatin’ Is» (с Гленом Кэмпбеллом) | Рэйф ВанХой         | 2:28         |
| 12.                 | «I Know an Ending When It Comes»    | Хэнк Кокрэйн        | 2:52         |
| Общая длительность: | Общая длительность:                 | Общая длительность: | 39:59        |

## Участники записи
Музыканты
| - Брайан Ахерн — акустическая гитара, гитара в нэшвиллском строе, бас, перкуссия, шестиструнное банджо - Дюк Бардуэлл — бас - Майк Боуден — бас - Тони Браун — фортепиано - Джеймс Бёртон — электрогитара - Родни Кроуэлл — акустическая гитара, гитара в нэшвиллском строе - Линкольн Дэвис мл. — аккордеон - Хэнк Девито — педал-стил - Дон Эверли — дуэт-вокал - Эмори Горди — бас - Глен Хардин — фортепиано, оркестровки - Эммилу Харрис — вокал, акустическая гитара, электрогитара - Бен Кит — педал-стил | - Альберт Ли — акустическая гитара, электрогитара, мандолина - Долли Партон — бэк-вокал - Билл Пэйн — фортепиано - Микки Рафаэль — гармоника - Линда Ронстадт — бэк-вокал - Рики Скэггс — фиддл, пятиструнный фиддл, мандолина, бэк-вокал - Фэйсу Старлинг — бэк-вокал - Таня Такер — дуэт-вокал - Рон Татт — ударные - Джон Уэйр — ударные - Шерил Уайт — дуэт-вокал, бэк-вокал - Шэрон Уайт — дуэт-вокал, бэк-вокал |

Техперсонал
- Брайан Ахерн — продюсер, звукоинженер
- Дониван Коварт — звукоинженер
- Брэдли Хартман — звукоинженер
- Стюарт Тейлор — звукоинженер

## Позиции в хит-парадах
| Хит-парад (1979)                   | Высшая позиция | Пребывание в чарте |
| ---------------------------------- | -------------- | ------------------ |
| Канада (RPM Country Albums)        | 4              | 15 недель          |
| США (Billboard Top Country Albums) | 3              | 102 недели         |
| США (Billboard Top LPs & Tape)     | 43             | 22 недели          |

| Хит-парад (1980)                   | Позиция |
| ---------------------------------- | ------- |
| США (Billboard Top Country Albums) | 16      |